# Sergio Mantecón Gutiérrez
|  | «Sergio Mantecón» redirigeix aquí. Vegeu-ne altres significats a «Sergio Martínez Mantecón». |

Sergio Mantecón Gutiérrez (Llorca, 25 de setembre de 1984) és un ciclista de muntanya espanyol. Com amateur també va competir en carretera.
Va participar en els Jocs Olímpics de 2012, acabant 22è a la prova de Camp a través.

## Palmarès en ciclisme de muntanya
- 2008
  -  Campió d'Espanya en Marató
- 2010
  -  Campió d'Espanya en Camp a través
  -  Campió d'Espanya en Marató
- 2011
  -  Campió d'Espanya en Marató
- 2012
  -  Campió d'Espanya en Camp a través

## Palmarès en ruta
- 2010
  -  Campió d'Espanya amateur en ruta
- 2011
  - 1r al Cinturó a Mallorca